# Borajet
Borajet war eine türkische Regionalfluggesellschaft mit Sitz in Istanbul und Basis auf dem Flughafen Istanbul-Sabiha Gökçen.

## Geschichte
Borajet wurde 2008 von dem in den USA lebenden, türkischen Geschäftsmann Yalçın Ayaslı gegründet und nahm am 7. Mai 2008 den Flugbetrieb auf. Die ATR 72-500 wurden von Alitalia Express übernommen. Im Jahre 2014 wurden alle ATR 72-500 durch Embraer 190 ersetzt.
Die Gesellschaft wurde Anfang 2017 für einen Preis von 260 Mio. US-$ von der ebenfalls türkischen SBK Holding übernommen; bereits zum 30. Dezember 2016 war Sezgin Baran Korkmaz als Präsident des SBK-Verwaltungsrats in gleicher Funktion in den Verwaltungsrat der Borajet eingetreten.
Die privat geführte türkische Regionalfluggesellschaft BoraJet stellte ihren Flugbetrieb am 24. April 2017 wegen notwendiger Wartungsarbeiten an den Flugzeugen ein und buchte rund 30.000 Passagiere um. Von den 550 Angestellten erhielten 400 die Kündigung. Eine erneute Aufnahme des Flugbetriebes war für 2018 geplant.
Im Januar 2021 bestätigte die Fluggesellschaft, dass der Flugbetrieb nicht mehr aufgenommen wird.

## Flugziele
Borajet flog zahlreiche Ziele innerhalb der Türkei und auch einige Ziele im Ausland an, darunter auch kleine Flughäfen, die den Betrieb mit größerem Fluggerät nicht rechtfertigen. Mit den drei Geschäftsflugzeugen wurden Charterflüge angeboten.

## Flotte
Mit Stand Januar 2017 bestand die Flotte der Borajet aus dreizehn Flugzeugen:
| Flugzeugtyp         | Anzahl | bestellt | Anmerkungen | Sitzplätze |
| ------------------- | ------ | -------- | ----------- | ---------- |
| Global Express XRS  | 02     |          |             | 8 bzw. 19  |
| Embraer 190         | 07     |          |             | 100        |
| Embraer 195         | 03     |          |             | 118        |
| Raytheon Hawker 900 | 01     |          |             | 8          |
| Gesamt              | 13     | –        |             |            |